# Пелей
Пелей (на гръцки: Πηλεύς) в древногръцката митология е син на Еак, царя на Егина. Баща е на известния древногръцки герой Ахил.
Пелей и неговият брат Теламон убиват своя полубрат Фок и напускат Егина, за да избегнат наказанието.
Във Фтия Пелей е очистен от престъплението от Евритион и се жени за дъщеря му Антигона. По време на Калидонския лов по невнимание Пелей убива Евритион и напуска Фтия.
Отива в Йолк и там е пречистен от престъплението от Акаст. В Йолк Пелей губи игрите по повод погребението на Пелий, бащата на Акаст. Победителка става Аталанта. Астидамея – гаджето на Акаст – се влюбва в Пелей, но той я отблъсква. Озлобена тя изпраща съобщение до Антигона, за да ѝ каже, че Пелей се е оженил за дъщерята на Акаст. Огорчената Антигона се обесва.
След това Астидамея казва на Акаст, че Пелей се е опитал да я изнасили. Акаст взема Пелей на лов, скрива меча му и го изоставя пред група от кентаври да го нападнат. Мъдрият кентавър Хирон връща на Пелей меча и Пелей избягва. После Пелей разграбва Йолк и осакатява Астидамея.
След смъртта на Антигона Пелей се жени за морската нимфа Тетида и от нея става баща на Ахил. Като сватбен дар Посейдон му дава двата безсмъртни коня Балий и Ксант. В крайна сметка сватбата им става повод за кавгата, която води до избора на Парис коя е най-красивата богиня, а оттам и до Троянската война.
Има две версии за понататъшната съдба на Пелей:
1. Синовете на Акаст го заточват и той умира.
2. Връща се при Тетида и става безсмъртен.